# 方舟
「方舟」（はこぶね）は、日本の漫画家岸大武郎による79頁のSF漫画。1987年に発売された集英社の季刊誌『週刊少年ジャンプ特別編集 少年ジャンプSpring Special』に掲載された。

## 物語
22世紀の地球は第5氷期が始まり高緯度地方は凍結、火山爆発により火山灰で大気は汚染され、造山運動によって地震が繰り返し起こり、科学技術文明は崩壊しつつあった。人々の希望は宇宙にある人工宇宙移民島（スペースコロニー）に脱出することであった。
2187年――。下層市民であるアマノ（天野）とレイの夫婦は、シェルターに入ることもできず雪原を放浪していた。宇宙港にも出向いたが、そこでは、集まったおおぜいの市民に対し、コロニーがまだ20%しか完成していないが完成後には必ず移民させるという説明がされていた。やがて大地震が発生し、崩れる構造物もろともレイは落ちていく。直前に首から提げていた石のペンダントをアマノに渡すのが精一杯であった。負傷したアマノはシライに保護されたものの、その後レイに会うことはなかった。
5年後の2192年、アマノはシライをリーダーとするゲリラグループに加わり、東アジア連邦政府の宇宙省移民計画委員長の地上官邸を襲撃した。しかし委員長であり連邦大統領でもあるキース=アダムスはコロニーにおり、彼によって地球に落とされた副長のルイスから、コロニーが10年以上前に完成し移民計画も99%完了していることを教えられた。2176年に氷期が到来して以来、政府は極秘の内に宇宙島へ政府首脳や軍隊、選抜委員会に選ばれた上級市民を移住させていた。7月7日に宇宙へ出発する1万人が最後の移民となるという。ルイスは、キースの体が病魔に蝕まれている証拠書類を持っていた。キースはルイスがその内容を公表するのを恐れて地球に落とした上、親衛隊を差し向けて暗殺を謀ったのだが、親衛隊はシライたちが倒していた。アマノとシライは書類を奪い、ルイスを射殺した。
政府は地球との交信を封鎖し、宇宙港を爆破し、最後の移民を実行しようとしていた。シライは最後の宇宙船に取り付けるタキオン弾を作り、30箇所のシェルターから仲間を集め、さらにキースに、書類の内容を敵国の西アジア連邦に流されたくなければ地球に下りてこいというメッセージを送り、着々と抵抗計画を進めた。
7月7日、宇宙港では、キースが乗ってきた移民船に、選抜証を与えられた市民が続々と乗船していた。しかし他の市民には移民船は出航しないと説明されていた。宇宙港の第三管制塔がシライらに爆破され、キースのいる宇宙船内には催眠ガスが流し込まれる。シライらは宇宙港の設備を次々に破壊していくが仲間も港の警備兵から射殺されていき、シライは各々が首から提げている石のペンダントを外しては自分の首にかけていく。メインタワーの占拠が困難とみたシライは、宇宙船を奪うことにした。そのころアマノは薬でキースを覚醒させ、状況を聞き出す。人類の発展のためには外惑星の開発や軍事にも予算が必要であること。40億人のうち東西協定によって4千万人だけを宇宙島に移住させることになったが、少数でも優秀な人間を選んで救うのは人類愛からであること。アマノは書類を突きつけて、選抜側は優秀でなくてもいいのかと皮肉を言う。アマノは、宇宙船に仕掛ける予定だったタキオン弾を見せ、自分が死ねばタキオン弾が爆発する仕組みになっていると話し、自分を射殺して乗船した1万人もろとも爆死するか、1万人を助けるためにだまって射殺されるかという選択を迫る。キースはアマノから渡された銃でアマノを撃ったが空砲であり、アマノに射殺された。
眠らされた1万人の移民者の間を歩いていくアマノの目に、レイの姿が入った。眠っている彼女は、隣の席の男性としっかりと手を握り合っていた。5年間の間に何があったのか悟ったアマノは、首にかけていたペンダントをレイにかけてやる。そして宇宙船に仕掛けていた爆弾をすべて外し、宇宙船の操縦席に連絡して発進を促した。船を守るようにシライらに攻撃を始めたアマノをシライは射殺した。タキオン弾はすべて爆発し、宇宙港は消滅したが、爆発によって上空の塵の雲が吹き飛ばされて地上から見えるようになった星空へと、宇宙船は順調に高度を上げていった。
のちに東アジア連邦は、外惑星開発の費用をコロニー建設に回し、移民制度を見直して、移民は「選抜移民」から「自由移民」と呼ばれるようになった。

## 備考
『Spring Special』連載時の「柱」のコメントによると、執筆当時作者は建築家の学生であった。また『Spring Special』巻末の作者コメント欄には、学校の単位を落としても原稿は落とさない意気込みであったと書いている。

## 収録
- 岸大武郎『21世紀の流れ星』集英社、1990年、ISBN 978-4-08-871053-2。